# فليمون ديكرسون
فليمون ديكرسون (بالإنجليزية: Philemon Dickerson) (و. 1788 – 1862 م) هو سياسي، وقاض، ومحام من الولايات المتحدة الأمريكية .
وهو عضو في الحزب الديمقراطي الأمريكي .

## التعليم
تعلم في جامعة بنسلفانيا.